# Oblast Trgovište
Oblast Trgovište (bugarski Област Търговище) nalazi se u sjevernoj Bugarskoj. U oblasti živi 170.200 stanovnika, dok je prosječna gustoća naseljenosti 63 stan./km² Najveći grad i administrativno središte oblasti je grad  Trgovište  s 38.390 stanovnika (2005.).
- Oblast Trgovište sastoji se od pet općina:
- 1. Antonovo (Антоново)
- 2. Omurtag (Омуртаг)
- 3. Opaka (Опака)
- 4. Popovo (Попово)
- 5. Trgovište Търговище

- Etnički sastav oblasti

Većinsko stanovništvo oblasti su Bugari s brojnom turskom manjinom.
| Narod  | Stanovnika | Postotak |
| ------ | ---------- | -------- |
| Bugari | 76.294     | 55,4%    |
| Turci  | 49.495     | 35,9%    |
| Romi   | 9.868      | 7,2%     |
| Rusi   | 139        |          |
| Vlasi  | 78         |          |

- Po vjeroispovijesti pravoslavaca ima 75.236 stanovnika, a muslimana 58.838 stanovnika.

- Gradovi u oblasti Trgovište

| Grad      | Bugarski naziv | Stanovnika (31. prosinica 2005.) |
| --------- | -------------- | -------------------------------- |
| Antonovo  | Антоново       | 1.553                            |
| Omurtag   | Омуртаг        | 8.867                            |
| Opaka     | Опака          | 3.037                            |
| Popovo    | Попово         | 16.529                           |
| Trgovište | Търговище      | 38.390                           |

## Vanjske poveznice
- Službena stranica oblasti (bug.)